# Molione
Molione (in greco Μολίων Molìōn), personaggio dell'Iliade (XI, v. 322), è un guerriero troiano.
Molione fu ucciso da Ulisse nell'azione bellica descritta nel libro XI dell'Iliade relativamente alle gesta di Agamennone. Giovane valoroso e assai bello d'aspetto, era scudiero e auriga di Timbreo, un re alleato dei Troiani, che morì insieme a lui, vittima però di Diomede.
()